# 우니오토노마 FC
우니오토노마 FC(Uniautónoma F.C.)는 콜롬비아에 위치한 바랑키야를 연고로 하는 축구팀이다. 이 팀은 2010년에 창단하였다.